# Perry Mason (televíziós sorozat, 2020)
A Perry Mason 2020 és 2023 között vetített amerikai drámasorozat, amelyet Rolin Jones és Ron Fitzgerald alkotott, Erle Stanley Gardner azonos nevű karaktere alapján. A főbb szerepekben Matthew Rhys, Juliet Rylance, Chris Chalk, Shea Whigham és Tatiana Maslany látható.
Az első évadot Amerikában 2020. június 21-én, Magyarországon 2020. június 22-én az HBO mutatta be. A második évadot Amerikában 2023. március 6-án, míg Magyarországon 2023. március 7-én az HBO mutatta be.
2023 júniusában két évad után törölték a sorozatot. 

## Ismertető
1932-ben Los Angeles virágzik, miközben az Egyesült Államok többi része a nagy gazdasági világválság szorításából lábadozik. A lecsúszott magánnyomozó, Perry Mason a nagy háború okozta traumával és a válással küzd. Felbérelik egy szenzációs gyermekrablási perre; nyomozása súlyos következményekkel jár Mason, a körülötte lévők és a helyi vezetők számára is.

## Szereplők
| Szereplő                       | Színész             | Magyar hang        | Leírás                                                     |
| ------------------------------ | ------------------- | ------------------ | ---------------------------------------------------------- |
| Perry Mason                    | Matthew Rhys        | Szabó Máté         | Alacsony bérű magánnyomozó, aki később ügyvéd lesz.        |
| Della Street                   | Juliet Rylance      | Nemes Takách Kata  | E.B. Jonathan hűséges és céltudatos jogi titkára.          |
| Paul Drake                     | Chris Chalk         |                    | Zsaru, aki ért a nyomozói munkához.                        |
| Peter "Pete" Strickland        | Shea Whigham        | Karácsonyi Zoltán  | Mason munkatársa.                                          |
| Alice McKeegan nővér           | Tatiana Maslany     | Bogdányi Titanilla | Prédikátor és a Radiant Assembly of God vezetője.          |
| Elias Birchard "E.B." Jonathan | John Lithgow        | Harsányi Gábor     | Küzdő ügyvéd és Perry Mason rendszeres munkaadója.         |
| Hamilton Burger                | Justin Kirk         |                    | A kerületi ügyészhelyettes, aki jogi tanácsot ad Mason-nak |
| Clara Drake                    | Diarra Kilpatrick   |                    | Paul felesége.                                             |
| Eugene "Gene" Holcomb          | Eric Lange          | Kárpáti Levente    | A Los Angeles-i rendőrség gyilkossági nyomozója.           |
| Virginia "Ginny" Aimes         | Katherine Waterston |                    | Perry fiának optimista tanítónője.                         |

### Magyar változat
- Bemondó: Endrédi Máté (1. évad), Orosz Gergő (2. évad)
- Magyar szöveg: Petőcz István (1. évad), Kopányi Vanda (2. évad)
- Hangmérnök: Weichinger Kálmán (1. évad), Gajda Mátyás (2. évad)
- Vágó: Kránitz Bence
- Gyártásvezető: Derzsi Kovács Éva
- Szinkronrendező: Dezsőffy Rajz Katalin
- Produkciós vezető: Marjay Szabina (1. évad), Dallos Miklós (2. évad)

A szinkront az SDI Media Hungary készítette el.

## Évados áttekintés
| Évad | Évad | Részek száma | Részek száma | Eredeti sugárzás | Eredeti sugárzás   | Eredeti adó      | Magyar sugárzás   | Magyar sugárzás     | Magyar adó |
| Évad | Évad | Részek száma | Részek száma | Évadbemutató     | Évadzáró           | Eredeti adó      | Évadbemutató      | Évadzáró            | Magyar adó |
| ---- | ---- | ------------ | ------------ | ---------------- | ------------------ | ---------------- | ----------------- | ------------------- | ---------- |
|      | 1.   | 8            | 8            | 2020. június 21. | 2020. augusztus 9. |                  | 2020. június 22.  | 2020. augusztus 10. |            |
|      | 2.   | 8            | 8            | 2023. március 6. | 2023. április 24.  | 2023. március 7. | 2023. április 25. |                     |            |

## Epizódok

### Első évad (2020)
| Sor. | Év. | Cím                     | Rendező             | Író                                           | Premier                                |
| ---- | --- | ----------------------- | ------------------- | --------------------------------------------- | -------------------------------------- |
| 1.   | 1.  | 1. rész (Chapter One)   | Tim Van Patten      | Rolin Jones és Ron Fitzgerald                 | 2020. június 21. 2020. június 22.      |
| 2.   | 2.  | 2. rész (Chapter Two)   | Tim Van Patten      | Rolin Jones és Ron Fitzgerald                 | 2020. június 28. 2020. június 29.      |
| 3.   | 3.  | 3. rész (Chapter Three) | Tim Van Patten      | Rolin Jones és Ron Fitzgerald                 | 2020. július 5. 2020. július 6.        |
| 4.   | 4.  | 4. rész (Chapter Four)  | Deniz Gamze Ergüven | Steven Hanna és Sarah Kelly Kaplan            | 2020. július 12. 2020. július 13.      |
| 5.   | 5.  | 5. rész (Chapter Five)  | Deniz Gamze Ergüven | Eleanor Burgess                               | 2020. július 19. 2020. július 20.      |
| 6.   | 6.  | 6. rész (Chapter Six)   | Deniz Gamze Ergüven | Kevin J. Hynes                                | 2020. július 26. 2020. július 27.      |
| 7.   | 7.  | 7. rész (Chapter Seven) | Tim Van Patten      | Howard Korder                                 | 2020. augusztus 2. 2020. augusztus 3.  |
| 8.   | 8.  | 8. rész (Chapter Eight) | Tim Van Patten      | Rolin Jones, Ron Fitzgerald és Kevin J. Hynes | 2020. augusztus 9. 2020. augusztus 10. |

### Második évad (2023)
| Sor. | Év. | Cím                         | Rendező            | Író                            | Premier                             |
| ---- | --- | --------------------------- | ------------------ | ------------------------------ | ----------------------------------- |
| 9.   | 1.  | 9. rész (Chapter Nine)      | Fernando Coimbra   | Jack Amiel és Michael Begler   | 2023. március 6. 2023. március 7.   |
| 10.  | 2.  | 10. rész (Chapter Ten)      | Fernando Coimbra   | Jack Amiel és Michael Begler   | 2023. március 13. 2023. március 14. |
| 11.  | 3.  | 11. rész (Chapter Eleven)   | Jessica Lowrey     | Jack Amiel és Michael Begler   | 2023. március 20. 2023. március 21. |
| 12.  | 4.  | 12. rész (Chapter Twelve)   | Jessica Lowrey     | Jack Amiel és Michael Begler   | 2023. március 27. 2023. március 28. |
| 13.  | 5.  | 13. rész (Chapter Thirteen) | Marialy Rivas      | Niko Gutierrez-Kovner          | 2023. április 3. 2023. április 4.   |
| 14.  | 6.  | 14. rész (Chapter Fourteen) | Marialy Rivas      | Elizabeth Baxa                 | 2023. április 10. 2023. április 11. |
| 15.  | 7.  | 15. rész (Chapter Fifteen)  | Nina Lopez-Corrado | Mauricio Katz és Pedro Peirano | 2023. április 17. 2023. április 18. |
| 16.  | 8.  | 16. rész (Chapter Sixteen)  | Nina Lopez-Corrado | Michael Begler                 | 2023. április 24. 2023. április 25. |

## A sorozat készítése
2016. augusztus 15-én jelentették be, hogy az HBO egy drámasorozatot fejleszt Erle Stanley Gardner Perry Mason történetei alapján. A produkció forgatókönyvét Nic Pizzolatto írta volna, aki vezető producerként is közreműködött volna Robert Downey Jr. és Joe Horacek mellett. A sorozat gyártásában részt vevő produkciós cégek között szerepelt a Team Downey is. 2017. augusztus 25-én bejelentették, hogy Pizzolatto kilépett a projektből, hogy a True Detective – A törvény nevében harmadik évadára koncentrálhasson. Helyére Rolin Jones és Ron Fitzgerald került a forgatókönyv írójaként. Az HBO újragondolta sorozatot, a történetet a gazdasági világválság idejére, Los Angelesbe helyezte át, mintegy húsz évvel korábbra, mint az eredeti CBS-sorozat.
2019. január 14-én bejelentették, hogy az HBO limitált sorozatként rendelte be a produkciót. Azt is közölték, hogy Rolin Jones, Ron Fitzgerald, Susan Downey és Amanda Burrell vezető producerek lesznek, Matthew Rhys producerként működik közre, és hogy a produkció éppen rendezőt keres. Jones és Fitzgerald showrunnerként is dolgoztak a sorozaton.
Márciusban Tim Van Patten nevezték ki rendezőnek és vezető producernek.